# Granicznik (dopływ Łużycy)
Granicznik (czes. Hraniční potok) – potok górski w południowo-zachodniej Polsce w woj. dolnośląskim w Sudetach Zachodnich, w Górach Izerskich i Przedgórzu Izerskim.
Górski potok o długości około 3,65 km, lewy dopływ Łużycy, jest ciekiem V rzędu należącym do dorzecza Odry, zlewiska Morza Bałtyckiego.

## Charakterystyka
Źródła potoku położone są na terenie Czech w zachodniej części Gór Izerskich na północnym zboczu wzniesienia Smrek (czes. Smrka), na wysokości ok. 738 m n.p.m. W części źródliskowej potok tworzą trzy strumienie wypływające z podmokłego terenu, które na wysokości 700 m n.p.m. łączą się w jeden potok. W górnym biegu potok spływa, w kierunku północnym wzdłuż granicy polsko-czeskiej szeroką dobrze wykształconą zalesioną doliną górską, głęboko wciętą między wzniesienia: Mała Góra po wschodniej stronie a Rapická hora po zachodniej stronie. Po minięciu byłego przejścia granicznego na wysokości 510 m n.p.m. u południowego podnóża wzniesienia Andělský vrch około 600 m od szczytu, potok opuszcza granicę państwową i skręca na północny wschód. Po przepłynięciu około 850 m, opuszcza zalesiony obszar i płynie w kierunku miejscowości Pobiedna do ujścia, gdzie na wysokości ok. 460 m n.p.m. uchodzi do Łużycy. Koryto potoku kamienisto-żwirowe słabo spękane i na ogół nieprzepuszczalne. Zasadniczy kierunek biegu potoku jest północno-wschodni. Jest to potok górski odwadniający północno-zachodnią część Gór Izerskich. Potok jest nieuregulowany. W większości swojego biegu płynie wśród lasów, brzegi w 75% zadrzewione, szerokość koryta do 1,2 m, a śr. głębokość 0,20 m, dno bez roślin. Potok charakteryzuje się dużymi, nie wyrównanymi spadkami podłużnymi. Gwałtowne topnienie śniegu wiosną, a w okresach letnich wzmożone opady i ulewne deszcze, które należą w tym rejonie do częstych zjawisk, powodują wezbrania wody i często przybierają groźne rozmiary, stwarzając zagrożenie podtopienia przybrzeżnych obszarów w dolnym biegu.

## Dopływy
Kilka bezimiennych strumyków mających źródła na zboczach przyległych wzniesień.

## Miejscowości nad potokiem
Ulisko – część Świeradowa Zdroju, Pobiedna.

## Nazewnictwo
- W nielicznych publikacjach i opracowaniach potok "Granicznik" wymieniany jest jako "Łużycki potok" (czes. Lužický potok).
- Potok oznaczony na mapach i w przewodnikach nazwą "Granicznik" (czes. Hraniční potok lub" Łużycki Potok" czes. Lužický potok) według Regionalnego Zarządu Gospodarki Wodnej we Wrocławiu nazywa się "Łużyca"[3].
- Potok oznaczony na mapach i w przewodnikach nazwą "Łużyca" według Regionalnego Zarządu Gospodarki Wodnej we Wrocławiu nazywa się "Strużyna"[3].